# Lotti, die Uhrmacherin
Lotti, die Uhrmacherin ist eine Novelle von Marie von Ebner-Eschenbach, die 1880 in Band 22 und 23 der Deutschen Rundschau erschien. Sie kennzeichnete Ebner-Eschenbachs Durchbruch als Erzählerin und ihre erste von vielen Veröffentlichungen in der Zeitschrift. Zugleich ist sie der erste deutschsprachige „Roman“ über eine Handwerkerin. 1879, in dem Jahr, in dem Marie von Ebner-Eschenbach laut Tagebucheintrag die Novelle fertigstellte, wurde sie auch in der Uhrmacherkunst unterrichtet.

## Inhalt
Die 35-jährige ledige Uhrmacherin Charlotte Feßler, genannt Lotti, lebt mit ihrer Haushälterin Agnes in einer kleinen Wohnung in Wien. Dort bewahrt sie auch eine umfangreiche Sammlung an Taschenuhren auf, die sie von ihrem verstorbenen Vater, dem Uhrmachermeister Johannes Feßler, geerbt hat. Obwohl diese Sammlung von Sammlern reich umworben ist, hängt Lotti zu sehr an ihr, um sich von ihr zu trennen.
Lottis Adoptivbruder Gottfried, selbst ebenfalls Uhrmacher, gründet ein eigenes Uhrengeschäft. Nicht nur soll Lotti dort mit ihm arbeiten, sondern er macht ihr auch Avancen, die sie jedoch nicht erkennt. Er übergibt ihr außerdem im Auftrag ihres derzeitigen Uhrmachermeisters eine letzte Uhr, die dem Meister verkauft wurde und die sie wiederherstellen soll. Lotti aber erkennt dieses Stück als ein Geschenk, das sie ihrem einstigen Verlobten Hermann von Halwig gemacht hat.
15 Jahre zuvor tauchte Halwig, Beamter und nebenbei angehender Schriftsteller, bei Johannes Feßler auf, um für den Stoff seines ersten Buches etwas über die Uhrmacherkunst zu lernen. Halwig und Lotti verliebten sich ineinander, ohne diese Liebe aber zu gestehen. Erst nach der Veröffentlichung von Halwigs Erstlingswerk gestanden sie ihre Liebe und verlobten sich. Halwig erlangte Erfolg als Schriftsteller, doch Lotti schob die Heirat erst auf und trennte sich dann von Halwig, da sie spürte, dass seine Liebe ihr gegenüber verblasst war.
Um Gewissheit darüber zu erlangen, wer ihrem Meister die Uhr verkauft hat, sucht sie diesen in seinem Geschäft auf. Dort trifft sie auf Halwig, der den Verkauf bereut und die Uhr zurückkaufen möchte. Mittlerweile ist Halwig ein erfolgreicher, gut gekleideter Schriftsteller und hat eine junge und äußerst schöne Frau namens Agathe geheiratet. Das Wiedersehen zwischen Lotti und Halwig ist freundschaftlich und die beiden verabreden, dass er die zurückgekaufte Uhr selbst bei Lotti abholen kann, sobald sie sie repariert hat.
Als Halwig Lotti besucht, um die Uhr abzuholen, offenbart er ihr den Druck, ständig weiter gute Werke zu produzieren. Insbesondere hat er bereits die Zahlung für ein neues Buch erhalten, das er laut Vertrag am folgenden Tag abliefern muss, doch er hat noch nicht einmal mit dem Schreiben begonnen. Lottis Ratschlag, den geschlossenen Vertrag rückgängig zu machen, lehnt er als unmöglich ab.
Agathe Halwig möchte Lotti gerne kennenlernen, ist jedoch laut Arzt „nervenkrank“ und bittet daher Lotti via Brief, sie zu besuchen. Lotti besucht Agathe im vornehmen Haus der Halwigs, auch mit dem Ziel sie dazu zu bewegen, Halwig solle den ihn belastenden Vertrag rückgängig machen. Agathe aber hat ganz andere Pläne: Ihre Eltern würden gerne zu ihrem Onkel nach England ziehen, jedoch nicht ohne zuvor ihre Schulden beglichen zu haben. Um das zu bewerkstelligen, wünscht sich Agathe, dass ihr Gatte Halwig ihren Eltern ein Landgut abkauft, und bittet Lotti darum, ihn von diesem Vorhaben zu überzeugen.
Das nötige Geld müsste Halwig entweder aufbringen, indem er sich zu weiteren Büchern verpflichtet oder indem er einen Prozess um die Rückzahlung eines Darlehens gewinnt, das sein Großvater vor langer Zeit vergeben hatte. Sowohl Lotti als auch Advokat Schweitzer, der Halwig in diesem Prozess vertritt, wollen ersteres verhindern, weil weitere Verpflichtungen dem ausgebrannten Halwig seelischen Schaden zufügen würden. Als auch der Prozess verloren geht (wovon Halwig nichts weiß), entscheidet sich Lotti schweren Herzens dazu, ihre Uhrensammlung zu verkaufen. Gottfried ist bestürzt über ihr Vorhaben und fleht sie an, zumindest ihm zuliebe ihre Entscheidung zu überdenken. Lotti bleibt dabei, doch die beiden umarmen sich in zärtlicher Zuneigung.
Den Erlös aus dem Verkauf der Sammlung lässt Lotti Halwig über Schweitzer zukommen, der vorgibt, der Betrag sei die eingeklagte Rückerstattung des Darlehens. Halwig kauft das Gut und zieht mit Agathe dorthin. Auf deren Einladung hin macht sich Lotti nach einiger Zeit auf, die beiden zu besuchen. Allerdings wird sie von den beiden übersehen; sie beschließt, sie in ihrem Glück nicht zu stören, und reist wieder nach Hause. Überglücklich über Lottis Rückkehr begrüßt Gottfried sie und die beiden werden ein Paar und heiraten bald.
Obwohl Halwig das Gut bald wieder verkaufen muss, bereuen Gottfried und Lotti den Verkauf der Sammlung nicht, denn ohne dieses Opfer hätte Lotti vielleicht nie erkannt, „daß der Gottfried auch einmal etwas für sich wollen konnte.“

## Deutungsansätze

### Kunst und Handwerk
Im Werk stehen sich oberflächlich zunächst das Feßlersche Uhrmacherhandwerk und die literarische Kunst Halwigs gegenüber.
Johannes Feßlers Liebe zu seinem Handwerk geht jedoch weit über Arbeit und Broterwerb hinaus. In historischen Abhandlungen hinterlässt er Glossen, die die historischen Geschehnisse mit Ereignissen in der Geschichte der Uhr verbinden. Und der wichtigste Lohn für seine Arbeit ist für ihn „die Freude, [die Uhren] zu machen.“. Diese Haltung findet sich auch in Lotti wieder, die ihre Lehrbücher der Uhrmacherkunst Seite an Seite mit literarischen Klassikern aufbewahrt und ihre Uhrensammlung zu sehr liebt, um sie für Geld zu verkaufen.
Halwig betreibt seine Poesie anfangs, als er noch kein Erwerbsschriftsteller ist, noch voll Inspiration. Obwohl sein Erstlingswerk in seiner Handlung simpel und wenig innovativ ist, überzeugt es durch die Schönheit und Leidenschaft, mit der Halwig den Gegenstand darstellt. Es lebt vom Talent seines Erschaffers. Schon sein zweites Werk, das Halwig nun als hauptberuflicher Schriftsteller verfasst, enttäuscht Lotti im Vergleich mit seinem Vorgänger.
Als der erfolgreich gewordene Halwig später Lotti offenbart, wie sehr er unter dem Erschaffen neuer Werke leidet, fällt ihm selbst der Kontrast seiner derzeitigen Arbeit zu Johannes Feßlers Uhrmacherei auf:

„Ihr Vater… Ihr Vater, das war ein Mann! Er hatte alles vom Künstler, nur nicht die Selbstsucht, nur nicht den Ehrgeiz. Er kannte die Affenliebe für seine Produkte nicht, und nicht die blinde Freude an dem Geschaffenen, sondern nur die große Freude an seinem Schaffen … Er trieb sein Handwerk wie eine Kunst. Wir – treiben unsere Kunst wie ein Handwerk.“

Während also Johannes Feßler und Lotti die Freude an der Tätigkeit in den Vordergrund stellen, hat Halwigs Konzentration auf schriftstellerischen Erfolg dazu geführt, dass sein künstlerisches Talent in den Hintergrund gerückt ist und er ausgelaugt ist. Lotti opfert schließlich ihre geliebte Uhrensammlung mit der Absicht, Halwig aus seiner Lage zu helfen. Sie wünscht sich, dass er nach etwas Erholung wieder Inspiration findet für ein „ganz unpraktisches“ Lied, eines, wie „die Dichter sie singen, und die Welt heute nicht mehr anhören mag, und die Verleger nicht mehr veröffentlichen.“ So versucht sie, Halwigs Kunst eine Wiedergeburt zu verschaffen. Letztendlich kann sein Talent aber nicht gerettet werden.

### Bürgerlicher Realismus vs. Naturalismus
Daneben weist die Novelle auch poetologische Züge auf: Mit der Stimme von Lotti kritisiert Ebner-Eschenbach offensichtlich den zeitgleich aufkommenden Naturalismus (der in Halwigs letztem Werk zu Tage treten soll). Mit merklichem Abscheu wird hier der naturalistische Wille zur ungeschönten Wahrheit, zur Darstellung von Krankheit, Hässlichkeit, Gewalt und auch der unteren sozialen Schichten verurteilt. Lottis Urteil zu Halwigs Buch:

„Da war dem Tier im Menschen jede Regung abgelauscht und mit schamloser Genauigkeit auseinandergesetzt. Da war eine erzwungene, erlogene Sinnlichkeit, aus der die offenbare Ohnmacht mit bleicher Fratze hervorgrinste. Das war die Fülle der niederen Wirklichkeit aus dem seichten Strom des gemeinen Lebens geschöpft, da fehlte alle höchste Wahrheit, die der Poesie. Da war endlich der Notbehelf, der armselige, einer lahmen Phantasie: das mit photografischer Treue und Verzerrung gezeichnete Porträt“

„Lotti, die Uhrmacherin“ selber fungiert dabei als Gegenprogramm: als Beispiel des poetischen Realismus, der „die Widerspiegelung alles wirklichen Lebens, aller wahren Kräfte und Interessen im Elemente der Kunst“ (Theodor Fontane) sein soll, eine durch Milde und Heiterkeit geschönte Darstellung der Wirklichkeit.